# 74-й отдельный пулемётно-артиллерийский батальон
74-й отдельный пулемётно-артиллерийский батальон — пулемётно-артиллерийская часть (отдельный батальон), входившая в состав Ленинградского фронта в годы Великой Отечественной войны.
Сокращённое действительное наименование — 74 опаб, 74 опулаб.

## Состав и структура

### Состав
На момент формирования батальон состоял из четырёх пулемётно-артиллерийских рот, состоявших из четырёх пулемётных взводов, миномётного взвода, взвода противотанковых ружей и батареи из двух взводов (76-мм пушек и 45-мм пушек).

### Личный состав
На первое августа 1944 года в батальоне всего было 532 человека. Из них, начальствующего состава — 61 человек, младшего начальствующего состава — 169 человек, рядового — 301 человек и один вольнонаёмный.

### Вооружение
На вооружении батальона были пистолеты ТТ, револьверы «Наган», винтовки, пистолеты-пулемёты (ППШ и ППД), противотанковые ружья, ручные и станковые пулемёты, 50-мм и 82-мм миномёты, 45-мм и 76-мм пушки.

#### Количество вооружений в батальоне в разное время
| Вооружение            | 18.08.1942 | 22.08.1942 | 31.08.1942 | 20.09.1942 | 01.08.1943 |
| --------------------- | ---------- | ---------- | ---------- | ---------- | ---------- |
| Винтовки              | 468        | 462        | 462        | 462        | 134        |
| Пистолеты-пулемёты    | 109        | 109        | 57         | 57         | 118        |
| Ручные пулемёты       | -          | 14         | 14         | 32         | 28         |
| Станковые пулемёты    | 32         | 32         | 32         | 32         | 26         |
| Противотанковые ружья | 8          | 18         | 18         | 27         | 19         |
| 50-мм миномёты        | 8          | 8          | 8          | 16         | -          |
| 82-мм миномёты        | 8          | 8          | 8          | 16         | 10         |
| 45-мм пушки           | 3          | 3          | 3          | 3          | 4          |
| 76-мм пушки           | 8          | 8          | 8          | 8          | 12         |

### Транспорт
Для целей перевозок и транспорта в батальоне имелись лошади и автомобили.

#### Наличие транспорта в разное время
| Транспорт              | 18.08.1942 | 01.01.1942 | 20.09.1942 | 01.08.1944 |
| ---------------------- | ---------- | ---------- | ---------- | ---------- |
| Лошади верховые        | 10         |            | 13         | 1          |
| Лошади артиллерийские  | 10         | 15         | 13         | 11         |
| Лошади обозные         | 10         |            | 13         | 11         |
| Автомобили легковые    |            | 1          | 5          |            |
| Автомобили грузовые    | 2          | 4          | 5          | 4          |
| Автомобили специальные |            |            | 5          |            |

## Боевой путь
В августе 1942 года батальон формирован из 4-го и 73-го отдельных пулемётно-артиллерийского батальонов на станции Токсово Ленинградской области в составе 16 укреплённого района. Занял оборону по западному берегу реки Нева на рубеже Чёрная речка — Шереметьевка — Новое Кошкино, напротив города Шлиссельбург. Находится в оперативном подчинении командиру 22-го стрелкового полка 46-й стрелковой дивизии.
В ночь с 4 по 5 сентября 1942 года поддерживает ложную переправу 22-го стрелкового полка, организованную с целью дезориентировать противника.
С 29 января 1943 года, согласно приказу № 9 войскам 67-й армии, вместе со 102-й стрелковой бригадой, выполняет задачу недопустить прорыва противника из мощного узла сопротивления в районе 1-го, 2-го Городков Невдубстроя, 8-й ГЭС. Поддерживает наступление бригады до полного уничтожения врага в нём 17 февраля.
В июле 1944 года, согласно плану наступательной операции 2-й ударной армии, участвует в Нарвской операции. Обороняет полосу армии в составе 16-го укреплённого района.
9 мая 1945 года выведен из состава Действующей армии.